# Psilocerea narychorda
Psilocerea narychorda är en fjärilsart som beskrevs av Louis Beethoven Prout 1932. Psilocerea narychorda ingår i släktet Psilocerea och familjen mätare. Inga underarter finns listade.